# Jaroslav Stránský (lední hokejista)
Jaroslav Stránský (6. června 1899 Nymburk – ???) byl československý reprezentační hokejový brankář.
V roce 1924 byl členem Československého hokejového týmu, který skončil pátý na zimních olympijských hrách.